# Ariocarpus scaphirostris
Ariocarpus scaphirostris là một loài thực vật thuộc họ Cactaceae. Đây là loài đặc hữu của México. Môi trường sống tự nhiên của chúng là sa mạc nóng.